# Orde van Verdienste (Patiala)
De Orde van Verdienste van Patiala ("Nishan-i-Iftikhar") is een ridderorde van de indertijd machtige Indische vorstenstaat Patiala. De ridderorde werd ingesteld door Z.H. Luitenant-generaal Farzand-i-Khas-i-Dalaut-i-Inglishia Mansur-i-Zaman Amir-ul-Umra Maharajadhiraja Rajeshwar Sri Mahera-i-Rajagan Bhupendra Singh, Maharadja van Patiala de feodale heerser van het vorstendom Patiala.
De orde heeft zes graden en een militaire en civiele divisie en werd voor verdiensten toegekend.
De militaire divisie onderscheidt zich door de gouden leeuw met sabel en kromzwaard die boven het kleinood van de militaire divisie is aangebracht. Op de sterren is deze leeuw op de onderste stralen bevestigd.
De aanduiding van de zes graden is typisch Europees maar de versierselen zijn in stijl eerder Voor-Indisch.
- Eerste Klasse of Ridder Grootkruis
Er mochten tweemaal vijf grootkruisen zijn
- Tweede Klasse of Ridder Commandeur
Er mochten tweemaal vijf Ridders-commandeur zijn.
- Derde Klasse of Commandeur
Er mochten zeven civiele en vijftien militaire commandeurs zijn.
- Vierde Klasse of Officier
Er mochten tien militaire en twintig civiele officieren zijn.

Er zijn geen ridders.
Het kleinood is een gouden ster met vijf gouden punten op een blauw medaillon met daaromheen een lichtgroene ring met het motto "SARVI SHRESKARI SEWA" in twee belangrijke in Patiala gesproken talen; het Gurmunkhi en het Devanagari. Drie opengewerkte witte schroefvormige armen en daartussen gouden stralen met een krans van lotusbladeren zijn de ondergrond voor het medaillon.
Als verbinding met lint of keten is bij deze orde geen gouden tiara, een drievoudige kroon zoals de maharadja van Patiala die droeg, aangebracht. Er is van deze orde geen keten bekend.
De vijfpuntige ster der Ie Klasse is van goud. Daarop is het gouden medaillon met de ster gelegd.
De ronde zonvormige ster der IIe Klasse is van zilver en heeft 28 korte en 28 iets langere naaldvormige stralen. Daarop is het gouden medaillon met de ster gelegd. De onderscheiding werd niet aan Britten uitgereikt.
Het zijden lint is rood geleidelijk aflopend naar oranje aan de randen. Er is een smal grootlint van slechts 65 millimeter breedte in plaats van de gebruikelijke 100 millimeter. Misschien was het als lint in de prinsengrote voor jongens bedoeld maar het kan een dameslint zijn.
De onderscheiding werd niet aan Britten uitgereikt. De Britse bestuurders van de Raj mochten geen geschenken en zeker geen ridderorden aannemen van de quasi onafhankelijke Indiase vorsten. De vorsten stonden bekend om hun enorme rijkdom maar zij werden door de ambtenaren van de Britse onderkoning scherp in de gaten gehouden.De regering maakte bezwaar tegen het bestaan van ridderorden in de vorstenstaten maar zij zag het bestaan ervan door de vingers zo lang als er geen Britten in die ridderorden werden opgenomen. In een enkel geval heeft men gesanctioneerd dat een politieman een medaille van een Inlandse vorst ontving.
In 1947 werden de vorsten gedwongen om hun staten deel te laten uitmaken van de republiek India. In de "actie polo" greep het Indiase leger in opdracht van Nehru de macht in de zelfstandige rijken als Haiderapur en Patiala. De vorsten kregen een pensioen en zij bleven enige tijd een ceremoniële rol spelen. Hun ridderorden mochten niet worden gedragen in India maar voor zover het om gebruik binnen de familie en het hof ging werd het dragen van de orden van een maharadja door de vingers gezien.